# Előd László
Előd László (Budapest, 1942. február 9. –) magyar költő, újságíró, tanár.
Önálló kötete: Üvegfal (Magvető Könyvkiadó); több antológia társszerzője. Versei számos napi- és hetilapban, valamint irodalmi folyóiratban jelentek meg.

## Élete, munkássága
Tanulmányait az Óbudai Árpád Gimnáziumban végezte és 1960-ban érettségizett dr. Dömötör Gábor osztályában. Az Egri Tanárképző Főiskola matematika–fizika–orosz szakát végezte el 1964-ben. A diploma megszerzése után Budapestre ment tanítani. Családjában hagyomány volt az irodalmi érdeklődés, hiszen apai nagyanyja, Gyulai Antónia Gyulai Pál testvére volt, az unoka, Előd László, mihelyt tehette, újságírói és költői pályára lépett.
1973-tól szerkesztő volt a Zrinyi-, valamint az Édesviz Kiadónál. Ugyancsak szerkesztőként dolgozott  (1978–1990 között)  az MTI-ben. A továbbiakban magazinszerkesztőként tevékenykedett. Szerkesztésében jelent meg – többek között – az Android, az Orion 13, az Apolló, a Szerencse Magazin s egy ideig az UfóMagazin is. A humor és az irónia sem hiányzott a repertoárjából: a Kurir szombati mellékleteiben, az Elefántban jelentek meg gyakorta ilyen jellegű alkotásai, ugyancsak versben. Irodalmi társaságok tagjaként számos sikeres szerzői és szerzői-előadói estet tart. Versei a kölcsönösség érzését keresik és az egymás iránti érzékenységet keltik fel.

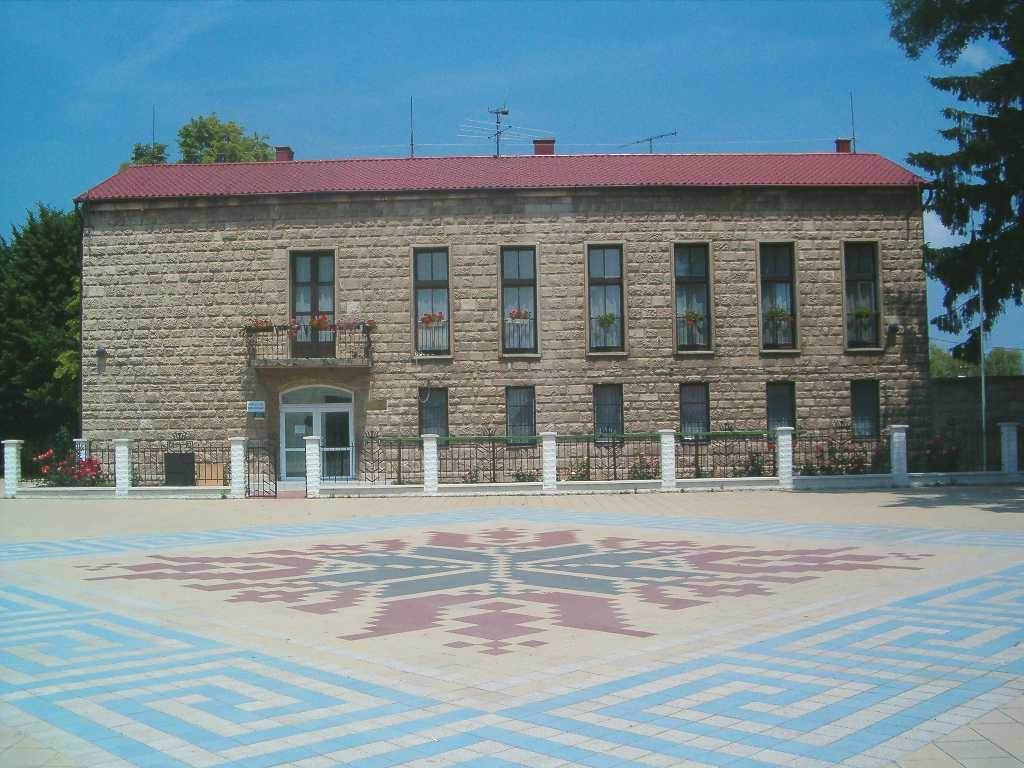
Beloiannisz község könyvtára és főtere

Az újságíró és költő ma Fejér vármegyében, Beloianniszban él.

## Művei (válogatás)
- Üvegfal. Budapest: Magvető Könyvkiadó (1980) ISBN 963-271-304-4
- ars (alcím: A Magyar Ifjúság alkotókörének versantológiája), társszerzőként, kiadó: Ságvári Endre Könyvszerkesztőség, ISBN 963-422-390-7

## Társasági tagságai
- A Magyar Újságírók Országos Szövetségének tagja 1977 óta
- MIAKÖ (Magyar Ifjúság Alkotói Köre) nevű irodalmi társaság
- Az angyalföldi József Attila Művelődési Központ költői társasága
- Az óbudai Krúdy Gyula Irodalmi Kör